# Zita Szucsánszki
Zita Szucsánszki (n. 22 mai 1987, în Budapesta) este o handbalistă maghiară, căpitan al Ferencvárosi TC și componentă a echipei națională de handbal feminin a Ungariei. Ea și-a făcut debutul internațional pe 4 noiembrie 2006, într-un meci împotriva Slovaciei, și a reprezentat Ungaria la două Campionate Mondiale (2007, 2009) și două Campionate Europene (2008, 2010).
Ca recunoaștere a performanțelor și realizărilor din acel an, Szucsánszki a fost votată Cel mai bun handbalist maghiar al anului în 2011.

## Palmares
- Nemzeti Bajnokság I:
  - Câștigătoare: 2007
  - Medalie de argint: 2006, 2009, 2012
  - Medalie de bronz: 2008, 2011

- Magyar Kupa:
  - Medalie de argint: 2007, 2010
  - Medalie de bronz: 2006

- Cupa EHF:
  -  Câștigătoare: 2006

- Cupa Cupelor EHF:
  -  Câștigătoare: 2011, 2012
  - Semifinalistă: 2007

- Trofeul Campionilor EHF:
  - Locul 4: 2006

- Campionatul European:
  -  Medalie de bronz: 2012

## Premii individuale
- Cel mai bun handbalist maghiar al anului: 2011